# Hermann Krigar
Julius Hermann Krigar (* 3. April 1819 in Berlin; † 5. September 1880 ebenda) war ein deutscher Komponist und Dirigent sowie Königlicher Musikdirektor.

## Leben
Hermann Krigar wuchs in Berlin auf. Sein Vater war der Oberbergrat und Lokomotivbauer Johann Friedrich Krigar.
Krigar wollte ursprünglich Maler werden, studierte aber ab 1843 am Leipziger Konservatorium und kehrte anschließend in seine Heimatstadt zurück, wo er 1854 bis 1857 die Neue Berliner Liedertafel leitete und 1857 zum Königlichen Musikdirektor ernannt wurde. Im Mai 1859 heiratete er Emilie Menzel, die Schwester des Malers Adolph Menzel, mit dem das Ehepaar 1860 bis 1865 eine Wohnung teilte; 1874 wurde er Professor. Vorübergehend war Krigar Gesangslehrer am Askanischen Gymnasium und schrieb 1875 bis 1879 mehrere Beiträge für die Deutsche Rundschau. Menzel verfasste einen Nekrolog auf den Tod seines Schwagers.
Krigar war eng mit Daniel Friedrich Eduard Wilsing befreundet und machte Robert Schumann 1853 auf dessen 16-stimmiges De profundis für vier vierstimmige Chöre, Soli und Orchester aufmerksam. Schumann nannte Wilsing daraufhin einen „tiefsinnigen, großer Kunst beflissenen geistlichen Tonsetzer“ und bemerkte, das Werk gehöre „zu den größten und gewaltigsten Meisterwerken, die unsere Zeit hervorgebracht.“

## Werke (Auswahl)
- op. 1: Fünf Lieder. Trautwein, Berlin 1845.
- op. 16: Sechs Klavierstücke (Kinderstücke). Bote & Bock, Berlin 1859.
- Wilhelmsstraße und Haack’scher Markt, oder Baron und Commis. Lokalposse mit Gesang. Uraufführung am 28. September 1853 im Friedrich-Wilhelm-Städtischen Theater